# Carrer Major (Llinars del Vallès)
El carrer Major és una via pública de Llinars del Vallès (Vallès Oriental) amb cases eclèctiques, inclosa a l'Inventari del Patrimoni Arquitectònic de Catalunya.

## Descripció
És un conjunt de cases entre mitgeres, compostes de planta baixa i dos pisos. Tots els edificis tenen una decoració de caràcter eclèctic i el conjunt presenta força heterogeneïtat. Hi ha un predomini de ràfecs imbricats damunt de mènsules.

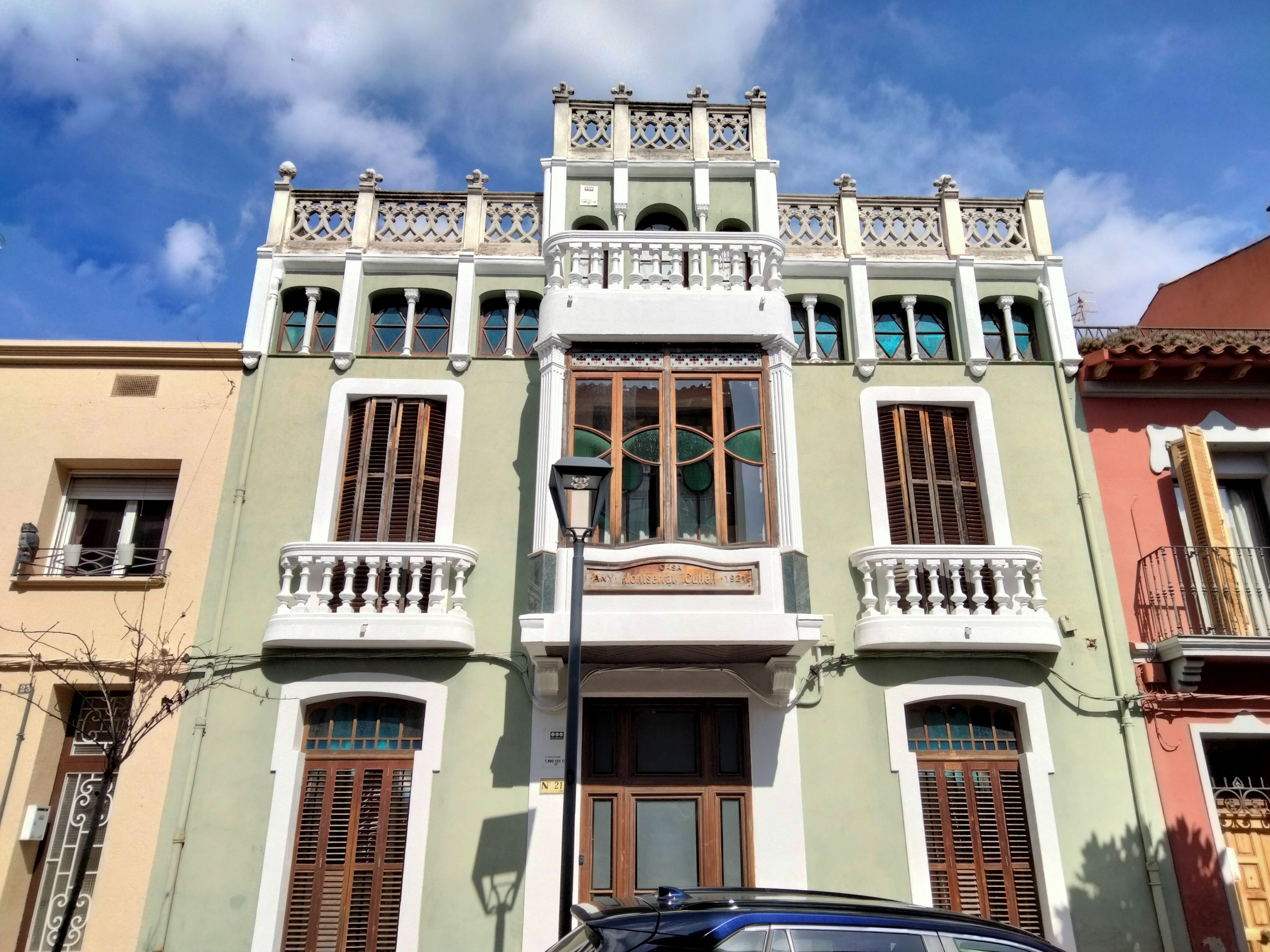
La casa Montserrat Cullell, al número 21 del carrer Major

L'edifici més remarcable del conjunt, la casa Montserrat Cullell, té una galeria sobresortint del primer pis, emmarcada per pilastres estriades, vidriada i coronada per un balcó amb balustrada de pedra. Aquest cos central sobresurt més en alçada que pels costats, tots ells amb barana i finestres.

## Història
L'arribada del ferrocarril l'any 1855 va provocar el naixement del primer eixample, que unia l'estació amb el nucli històric ja consolidat. Les noves construccions introdueixen nous llenguatges formals, sense un estil definit. Són de caràcter eclèctic popular, sense arquitectes coneguts.